# Phraepsyche
Phraepsyche is een geslacht van schietmotten van de familie Odontoceridae.

## Soorten
- P. danaos H Malicky & S Sompong, 2000
- P. epha H Malicky, 2008